# Économiste
Cet article concerne la profession. Pour les magazines en économie, voir The Economist et L'Économiste.

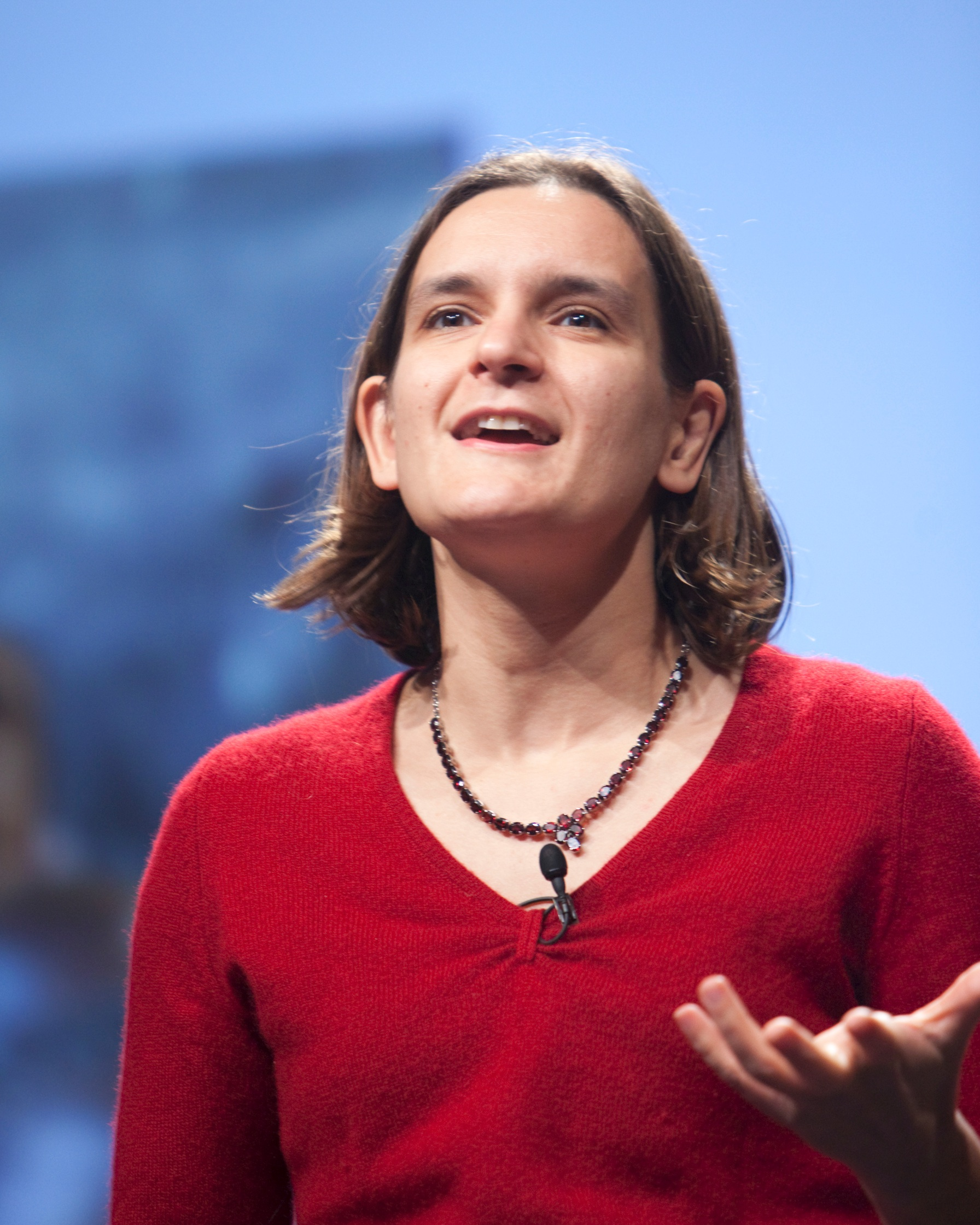
Esther Duflo, une des quatre économistes français distingués par un prix de la Banque de Suède en hommage à Alfred Nobel.

Un ou une économiste est une personne spécialiste des sciences économiques. Dans la plupart des cas, l'économiste travaille en tant qu'enseignant ou chercheur dans une université, mais il peut également être employé dans un think tank, une institution financière (banque, assurance, etc.) ou un organisme international (FMI, Banque mondiale, OCDE, BRI, etc.).

## Histoire

### Des philosophes polymathes à la spécialisation
Si économiste est aujourd'hui un métier à part entière, exercé par des spécialistes de la discipline, les premiers économistes étaient des philosophes polymathes. Les premiers travaux d'économie datent de l'époque antique, avec les Économiques d'Aristote et l'Économique de Xénophon. Ces deux travaux abordaient de manière primitive des thèmes tels que la division du travail.
Au XVIIe siècle, quand commencent à être écrits les premiers travaux d'économie moderne, les auteurs sont systématiquement des savants transversaux, qui écrivent tout autant de l'économie que de la philosophie ou du droit. Il en est ainsi de Richard Cantillon, qui découvre l'effet Cantillon, puis de David Hume, qui a déjà l'intuition de la théorie quantitative de la monnaie.
Adam Smith, à travers ses Recherches sur la nature et les causes de la richesse des nations, écrit un des premiers ouvrages entièrement dédiés à l'économie, où il commence la séparation entre l'économie et le reste des sciences sociales. Son œuvre séminale donne naissance à différents courants, qu'il s'agisse de l'école classique (avec David Ricardo et Jean-Baptiste Say), ou, en réaction, du marxisme, à la suite des œuvres de Karl Marx. Harriet Martineau est un autre exemple, ses travaux se situant à l'intersection entre sociologie, histoire, philosophie et économie,.

### Professionnalisation et rôle dans la société
L'économie se professionnalise au cours du XIXe siècle. Baptiste Say occupe la toute première chaire d'économie de France au Conservatoire national des arts et métiers au début du siècle. Les économistes de l'école néoclassique, à la fin du siècle, sont pour la plupart des enseignants et des mathématiciens. La figure de l'économiste passe alors de celle du savant polymathe à celle de l'homme de culture spécialisé.
Au cours du XXe siècle, les progrès de la science économique, sous la plume de John Maynard Keynes, Paul Samuelson et Milton Friedman, permettent l'éclosion de plusieurs écoles de pensée économique : le keynésianisme, vite dépassé par la synthèse néoclassique de Samuelson, puis le monétarisme friedmanien, qui inspire la nouvelle économie classique.
L'implication d'économistes auprès de gouvernements pendant les Trente Glorieuses accroît leur prestige, et Wassily Leontief peut écrire, en 1970 : « La science économique est actuellement au faîte de son prestige intellectuel et de sa popularité ». Toutefois, les Trente piteuses qui suivent cette période de croissance diminue le prestige social des économistes, critiqués pour leur incapacité à prévoir les crises économiques et résoudre les grands problèmes publics comme le chômage ou la pauvreté (voir les critiques de l'économie).
Au XXIe siècle, des économistes développent de nouvelles approches de la pauvreté. Esther Duflo est pionnière du développement d'un certain type d'expériences de terrain (micro économie). Maria Nowac, transpose en France en 1985 le modèle de microcrédit de Muhammad Yunus, fondateur de la Grameen Bank avant d'étendre ce programme dans plusieurs pays (Afrique de l'Ouest, Europe, Asie centrale). Thomas Piketty est un spécialiste de l’étude des inégalités économiques, en particulier dans une perspective historique et comparative. Ses publications sont parfois controversées. Kenneth Rogoff et Carmen Reinhart proposent la théorie du seuil psychologique de la dette, qui fait elle aussi débat.

## Formation

### Études
Les économistes suivent généralement des études d'économie fondée sur un triptyque composé d'une licence d'économie, d'un master d'économie (le plus souvent orienté vers la recherche en économie), et, enfin, un doctorat en économie. Dans le monde anglo-saxon, ces deux derniers diplômes sont des Masters of Science (MSc) et le Ph.D. La licence dure la plupart du temps quatre ans, et non trois. En France comme ailleurs, la licence a vocation à poser les bases de la connaissance économique, tandis que le master assure à l'étudiant une maîtrise de la recherche dans son domaine ; enfin, le doctorat permet à l'étudiant de devenir un chercheur en repoussant les limites de la connaissance.
La majorité des universités ont un département de sciences économiques. Les Grandes écoles en ont un pour certaines, comme l'École des hautes études en sciences sociales (EHESS), les Écoles normales supérieures, etc.
Si les économistes ont généralement suivi des études d'économie, certains grands économistes ont pu effectuer des études dans un domaine différent : John Nash et Robert Aumann sont titulaires d'un doctorat en mathématiques ; Herbert A. Simon et Elinor Ostrom d'un doctorat en science politique ; Daniel Kahneman, d'un doctorat en psychologie. Tous sont récipiendaires du prix de la Banque de Suède en sciences économiques.

Les cursus suivis par les économistes ont parfois fait l'objet de controverses et de débats. C'est le cas de l'enseignement de l'économie en France, remis en cause par plusieurs mouvements tels que le mouvement des étudiants pour la réforme de l'enseignement de l'économie.

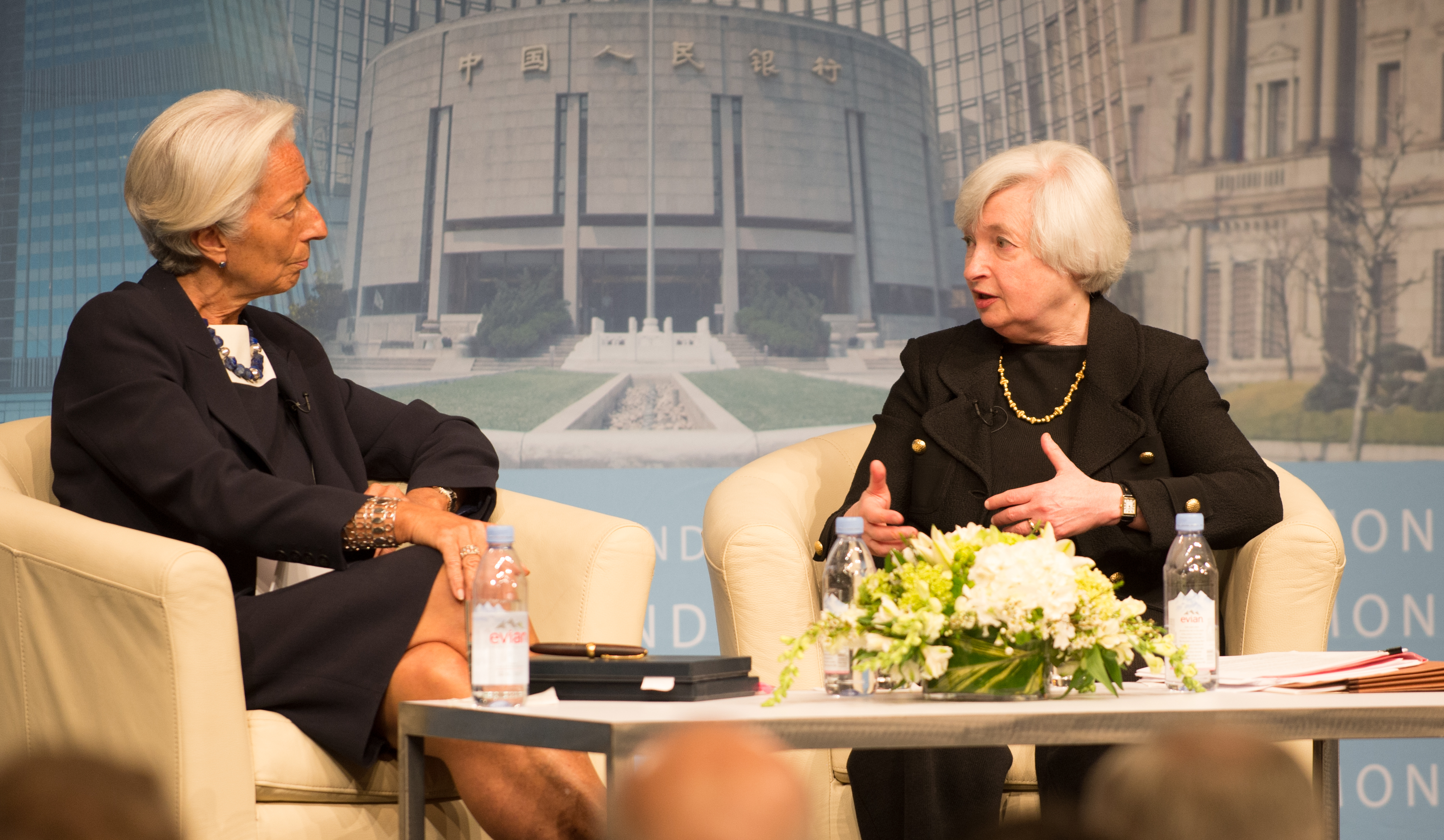
En 2014, la directrice de la Réserve fédérale des États-Unis Janet Yellen, parle avec Christine Lagarde, directrice du FMI

### Titre d'économiste
Contrairement aux titres de docteur ou de psychiatre, le titre d'économiste n'est pas protégé en France ; chacun peut ainsi se dire économiste. De fait, les personnes présentées comme économistes dans les médias ont parfois des formations moins poussées que ce qui est attendu d'un économiste universitaire. Ainsi, selon une étude menée par Michaël Lainé, les médias français présentent souvent comme économistes des personnes qui ne sont pas titulaires d'un doctorat d'économie, ou qui ne pratiquent pas de recherche en économie.
D'après les économistes Esther Duflo et Abhijit Banerjee, le statut d'économiste est un des domaines auxquels les gens ont le moins confiance : 25 % des Américains seulement font confiance aux économistes, seuls les politiciens sont derrières, l'avis des économistes semble avoir peu d'effet sur la pensée économiques des individus, et sur une vingtaine de questions, la différence moyenne entre les économistes et les personnes lambdas sont entre "adhérant" et "non-adhérant" de 35 %. Selon les deux auteurs, cela s'explique par la timidité des économistes de métier au profit des économistes médiatiques : 

« Malheureusement, qu'il s'agisse de leur apparence ou de leur manière de parler, ces économistes médiatiques sont difficiles à distinguer des économistes de métier. La différence la plus notable est sans doute leur goût pour l'affirmation péremptoire et la prédiction définitive, ce qui, fâcheusement, ne fait que renforcer leur autorité. […] Les économistes de métier se tiennent en général prudemment à distance de la futurologie. […] Les économistes refusent souvent de prendre part au débat public. Beaucoup pensent que cela leur donnerait trop de travail de se faire comprendre […]. Certains économistes, bien sûr, prennent la parole, mais ce sont en général, à de notables exceptions près, ceux qui ont les opinions les plus arrêtées et n'ont pas la patience de s'ouvrir ou de se confronter aux meilleurs travaux de la science économique contemporaine. […] Nous pensons que la meilleure science économique est souvent celle qui fait le moins de bruit. […] Car les économistes ne sont pas des scientifiques comme le sont les physiciens. […] Les économistes sont plutôt des plombiers [que des physiciens ou des ingénieurs] : ils résolvent les problèmes par un mélange d'intuition faite de science, de conjecture fondée sur l'expérience et d'une bonne dose d'essais et d'erreurs. »

— Abhijit V. Banerjee, Esther Duflo, Économie Utile pour des Temps Difficiles, pp. 21-24

## Rémunération
La rémunération des économistes diffère selon leurs activités et leur position. Aux États-Unis, le salaire annuel moyen d'un économiste était, en 2017, de 102 490 dollars américains. Le salaire moyen d'un économiste en France est d'environ 4 000€ par mois.
Les femmes économistes sont encore peu nombreuses : 19 % en moyenne mondiale en 2017. Soledad Zignago, économiste à la Banque de France, et Anne Boring, chercheuse affiliée à Sciences Po, publient une note en 2018 qui détaille leur place dans les différents pays. On y découvre que la position des femmes est plus favorable en France qu'aux États-Unis et que par rapport à d'autres disciplines, l'économie se situe dans la moyenne en termes de féminisation

## Institutions et publications
Les meilleurs départements d'économie au monde se concentrent aux États-Unis (MIT, Harvard, Columbia, UChicago, UC Berkeley, Princeton, Stanford). En Europe, les meilleurs départements d'économie sont ceux de la LSE, de Cambridge et d'Oxford. En France, il s'agit de la Paris School of Economics, de la Toulouse School of Economics et de l'École polytechnique,.
Le site RePEc établit un répertoire des économistes dans le monde ayant publié un article dans une revue scientifique. Les documents, articles, institutions et auteurs (54 233 auteurs enregistrés dans le RePEc Author Service en septembre 2018, dont 10 406 femmes) sont classés selon leur notoriété (citations, téléchargements etc.) au niveau international, national et par institution,. En sciences économiques, les revues scientifiques les plus prestigieuses dans lesquelles les économistes cherchent à être publiés sont : la Review of Economic Studies (Oxford University Press), le Quarterly Journal of Economics (Oxford University Press), le Journal of Political Economy (University of Chicago Press), la American Economic Review (American Economic Association) et Econometrica (Econometric Society).
En économie, les think-tanks les plus connus dans le monde et regroupant les meilleurs économistes sont : le National Bureau of Economic Research (Boston), le Institute of Labor Economics (Bonn), le Centre for Economic Policy Research (Londres), le Peterson Institute for International Economics (Washington D.C.), la Brookings Institution (Washington D.C.) ou encore le Centre d'études prospectives et d'informations internationales (Paris). Le courant de la critique de la valeur - dissociation est un exemple de think-tank anticapitaliste.

## Économistes français et internationaux

### Nobel et nobélisables
Plusieurs économistes français ont remporté le dénommé Prix Nobel d'économie, en réalité décerné par la Banque de Suède. Parmi les potentiels futurs lauréats, les noms d'Olivier Blanchard (né en 1948), Philippe Aghion (né en 1956), Thomas Piketty (né en 1971) et Emmanuel Saez (né en 1972) sont régulièrement évoqués,,.
Esther Duflot reçoit le prix « Nobel » d'économie en 2019 conjointement avec son époux Abhijit Banerjee et Michael Kremer.
Claudia Goldin, économiste américaine, spécialisée dans des sujets tels que la main-d'œuvre féminine, économie du travail, l'inégalité des revenus, l'éducation et l'inégalité de salaire entre les hommes et les femmes est lauréate en 2023 du prix Nobel d'économie. Elle est professeure à l'université Harvard.

### Économistes les plus cités
Selon le site RePEc, les cinq économistes basés en France les plus cités sont Jean Tirole, Philippe Aghion, Florencio Lopez-de-Silanes, Thomas Piketty et Andrew Clark. RePEc classe en 2022, le Top 5 des 10 % des femmes les plus citées au niveau international : Carmen M. Reinhart, Asli  Demirguc-Kunt, Janet Currie, Esther Duflo, Marianne Bertrand.
Selon Academic Influence, les économistes les plus influents du monde en 2023 sont : Paul Krugman, Joseph E. Stiglitz, Thomas Piketty, Esther Duflo, Abhijit Banerjee, Amartya Sen, Jeffrey Sachs, Gabriel Zucman, Robert Solow et George Akerlof. Cinq sont Américains d'origine, trois sont Français, et deux sont Indiens. Mariana Mazzucato est placée à la 22 e place de ce classement.

### Économistes célèbres
- Jean Bodin, précurseur de la théorie quantitative de la monnaie ;
- François Quesnay, fondateur de l'école physiocratique ;
- Jean-Baptiste Say, membre éminent de l'école classique et découvreur de la loi de Say ;
- Frédéric Bastiat, économiste classique ;
- Léon Walras, cofondateur de l'école néoclassique, inventeur du tâtonnement walrasien ;
- Beatrice Webb, économiste et réformatrice britannique ;
- Rosa Luxemburg, économiste et militante marxiste ;
- Alfred Sauvy, macroéconomiste éminent, professeur au Collège de France ;
- Maurice Allais, prix Nobel d'économie (1988) ;
- Gérard Debreu, prix Nobel d'économie (1983) ;
- Susan Strange, une des fondatrices de l'économie politique internationale ;
- Elinor Ostrom, première femme à obtenir le prix Nobel d'économie (2009) avec Oliver E. Williamson ;
- Thomas Piketty, auteur du livre Le Capital au XXIe siècle ;
- Jean Tirole, prix Nobel d'économie (2014) ;
- Esther Duflo, prix Nobel d'économie (2019) avec Abhijit Banerjee et Michael Kremer;
- Claudia Goldin, prix Nobel d'économie (2023) pour son travail sur les inégalités de genre ;

### Femmes économistes au sein d'institutions financières internationales
- Janet Yellen, secrétaire au Trésor des États-Unis (2021-)[30];
- Christine Lagarde, directrice générale du Fonds monétaire international (2011-2019), première femme présidente de la Banque centrale européenne (2019-)[31];
- Kristalina Georgieva, directrice générale du Fonds monétaire international (2019-)[32];
- Sri Mulyani Indrawati, ministre des Finances d'Indonésie (2016-)[33];
- Pinelopi Koujianou Goldberg, chef économiste de la Banque mondiale (2018-2020)[34];
- Agnès Bénassy-Quéré, chef-économiste du Trésor (France, 2020-)[35];
- Laurence Boone, chef économiste de l'OCDE (2022-)[36];
- Natacha Valla, directrice générale adjointe pour la politique monétaire de la Banque centrale européenne (2018-2020), doyenne de l'École du management et de l'innovation de Sciences Po[37];
- Gita Gopinath, première directrice générale adjointe du Fonds monétaire international (2019-)[38];
- Rania Al-Mashat, ministre égyptienne de la Coopération internationale (2019-), elle représente l’Égypte auprès de plusieurs institutions financières[39];
- Clare Lombardelli, directrice générale, cheffe économiste du Trésor britannique (2018-)[40]

## Principaux économistes internationaux
|  |  |  |  |  |  |
|  |  |  |  |  |  |
|  |  |  |  |  |  |
|  |  |  |  |  |  |
|  |  |  |  |  |  |

## Sources
- (en) Cet article est partiellement ou en totalité issu de l’article de Wikipédia en anglais intitulé « Economist » (voir la liste des auteurs).